# Bill Foulkes
William Anthony „Bill“ Foulkes (* 5. Januar 1932 in St Helens; † 25. November 2013) war ein englischer Fußballspieler und -trainer.

## Leben
Foulkes wurde 1932 in St Helens in der Grafschaft Lancashire geboren. Sein Großvater war Kapitän der englischen Rugbynationalmannschaft. Die ersten Erfahrungen mit dem Fußball machte der Engländer beim Whiston Boys Club. In der Anfangszeit seiner Karriere arbeitete er in der Lea-Green-Kohlengrube.

## Karriere
Der Engländer wurde 1950 von Matt Busby zu Manchester United geholt. Seine bevorzugte Position war im Verlauf der Karriere die des Innenverteidigers bzw. des Vorstoppers. Er bestritt 679 Pflichtspiele für die Red Devils und ist damit noch heute hinter Ryan Giggs und Sir Bobby Charlton der Spieler mit den drittmeisten Einsätzen für den Verein. In den Spielzeiten 1957/58, 1959/60, 1963/64 und 1964/65 bestritt der Verteidiger alle Spiele in der Saison. Foulkes erzielte neun Pflichtspieltore in 18 Spielzeiten als Profi, gewann dabei vier Meisterschaften, einen FA Cup, sowie im Jahr 1968 einmal den Europapokal der Landesmeister. Trotzdem spielte er nur ein Mal für die englische Fußballnationalmannschaft.

### 1950–1957
Foulkes wurde 1950 während eines Spiels für den Whiston Boys Club von Manchester United entdeckt. Er unterschrieb im März desselben Jahres 18-jährig seinen ersten Profivertrag und wurde im August 1951 in die erste Mannschaft befördert. Sein Pflichtspieldebüt gab er am 12. Dezember 1952 als rechter Außenverteidiger gegen den FC Liverpool. In dieser Zeit absolvierte er auch zwei Spiele für die englische U-23-Auswahl. Parallel arbeitete Foulkes weiterhin halbtags in der Kohlenmine, da er von seinen eigenen Qualitäten als Fußballprofi noch nicht überzeugt gewesen war. Das erste Tor für die „Red Devils“ schoss Foulkes am 2. Januar 1954 im St. James’ Park gegen Newcastle United. Am 2. Oktober 1954 spielte er gegen Nordirland (2:0) das erste und letzte Mal für die englische Nationalmannschaft. Nach der Einberufung ins Team gab der Verteidiger seine Arbeit in der Mine auf, um sich nun voll auf den Fußball zu konzentrieren. In der Saison 1955/56 gewann Foulkes seine erste englische Meisterschaft und knapp zwei Jahre später war Bill Foulkes Mitglied der United-Mannschaft, die am 6. Februar 1958 nach einem Europapokalspiel auf British-European-Airways-Flug 609 auf dem Flughafen München-Riem verunglückte. Während Mannschaftskameraden wie beispielsweise Duncan Edwards, Tommy Taylor und Roger Byrne verstarben, blieb Foulkes nahezu unverletzt und konnte seine Karriere unmittelbar fortsetzen.

### 1958–1969
Nach dem Flugzeugunglück wurde Foulkes Kapitän der Red Devils und dabei Nachfolger von Roger Byrne. Die dezimierte Mannschaft belegte anschließend nur den neunten Platz in der Meisterschaft und schied zudem im Landesmeisterpokal im Semifinale aus. In der Saison 1962/63 erreichte Manchester United nur den 19. Rang in der Liga, gewann dafür aber das FA-Cup-Finale gegen Leicester City. In der Saison 1964/65 errang Manchester United die erste englische Meisterschaft seit dem Flugzeugunglück. 
Drei Jahre später errang Bill Foulkes international seinen größten Erfolg, nachdem Manchester United in der vorangegangenen Spielzeit ein weites Mal Meister geworden war. Bill Foulkes war neben Bobby Charlton der einzige Überlebende des Unglücks von München, der auch zehn Jahre später noch Teil der Mannschaft war. Im Halbfinale des europäischen Landesmeisterpokalwettbewerbs stand der Klub Real Madrid gegenüber und nach einem 1:0-Hinspielerfolg in Old Trafford, lag United zur Halbzeit des Rückspiels mit 1:3 hinten. Das Spiel endete schließlich 3:3 und Bill Foulkes besorgte in der 77. Minute selbst den Ausgleich zum Endstand. Im Endspiel wurde Benfica Lissabon nach zwei Toren von Bobby Charlton in der Verlängerung mit 4:1 besiegt.
Das letzte seiner 683 Pflichtspiele machte Foulkes am 16. August 1969 gegen den FC Southampton.

### Trainerkarriere
Unmittelbar nach dem Ende seiner aktiven Laufbahn begann Foulkes seine Tätigkeit als Trainer. Von 1970 bis 1975 betreute er die Jugendspieler von Manchester United und arbeitete anschließend vorzugsweise im Ausland. Dazu zählten in den USA die Vereine Chicago Sting, Tulsa Roughnecks und San José Earthquakes, sowie in Norwegen die Klubs IL Bryn, Steinkjer FK, Lillestrøm SK und Viking Stavanger. Mit seinem letzten Engagement in Japan beim FC Mazda (heute: Sanfrecce Hiroshima) verließ er nach mehr als vierzig Jahren im Geschäft den Fußballsport. 

### Sonstiges
Seit Juni 2000 führte Foulkes japanische Touristen durch das Old-Trafford-Stadion.

## Erfolge
- vier Mal englischer Meister (1956, 1957, 1965, 1967)
- ein Mal englischer Pokalsieger (1963)
- ein Mal Europapokalsieger der Landesmeister (1968)

## Belege
1. ↑  Bill Foulkes: Manchester United legend dies aged 81, Artikel des Guardian vom 25. November 2013

| Personendaten    | Personendaten                          |
| ---------------- | -------------------------------------- |
| NAME             | Foulkes, Bill                          |
| ALTERNATIVNAMEN  | Foulkes, William Anthony               |
| KURZBESCHREIBUNG | englischer Fußballspieler und -trainer |
| GEBURTSDATUM     | 5. Januar 1932                         |
| GEBURTSORT       | St Helens (Merseyside)                 |
| STERBEDATUM      | 25. November 2013                      |